# Okręty podwodne typu K XI
Okręty podwodne typu K XI – seria holenderskich okrętów podwodnych z okresu międzywojennego, składającego się z trzech  jednostek. Okręty zbudowane do służby kolonialnej w Holenderskich Indiach Wschodnich. W wyniku działań wojennych na Dalekim Wschodzie, uszkodzony K XIII został samozatopiony w dniu 2 marca 1942 roku w porcie Surabaja. K XI po klęsce sił ABDA ewakuowany do Cejlonu a K XII do Australii.